# NGC 7506
NGC 7506 este o galaxie situată în constelația Peștii. A fost descoperită în 20 septembrie 1784 de către William Herschel. Se află la o distanță de 53,07 de megaparseci de Pământ.